# LG Main-Spessart
Die LG Main-Spessart (bis 2019 LG Karlstadt-Gambach-Lohr) ist eine Leichtathletikgemeinschaft aus den Leichtathletikabteilungen der Vereine TSV Karlstadt, TSV Gambach, TSV Lohr und TV Marktheidenfeld.

## Geschichte
Der TSV Karlstadt wurde 1884 gegründet und ist mit etwa 1200 Mitgliedern der größte Verein der Stadt. Die Leichtathletikabteilung ist mit etwa 250 Mitgliedern die größte des Vereins.
Der 1946 gegründete TSV Lohr ist ein in der Region bekannter Verein. Der Hauptverein umfasst ca. 2700 Mitglieder, von denen knapp 100 der Leichtathletik angehörig sind. Der TSV Gambach ist mit 600 Mitgliedern der kleinste der Gemeinschaft. Dort sind in der Leichtathletik 150 Mitglieder aktiv.

Das Logo der LG Karlstadt-Gambach-Lohr

Die LG Karlstadt in ihrer ursprünglichen Form wurde 1975 gegründet und bestand zunächst aus dem TSV Karlstadt und dem TSV Gambach. 2010 stieß mit dem TSV Lohr der dritte Verein in die Gemeinschaft dazu. Deshalb wurde der Name in LG Karlstadt-Gambach-Lohr geändert.
Zum Jahresbeginn 2020 stieß der TV Marktheidenfeld zur LG. Da die Deutsche Leichtathletik-Ordnung des DLV nur LG-Namen bis zu 30 Zeichen erlaubt, wurde die LG Karlstadt-Gambach-Lohr in LG Main-Spessart umbenannt.

## Sportliche Erfolge

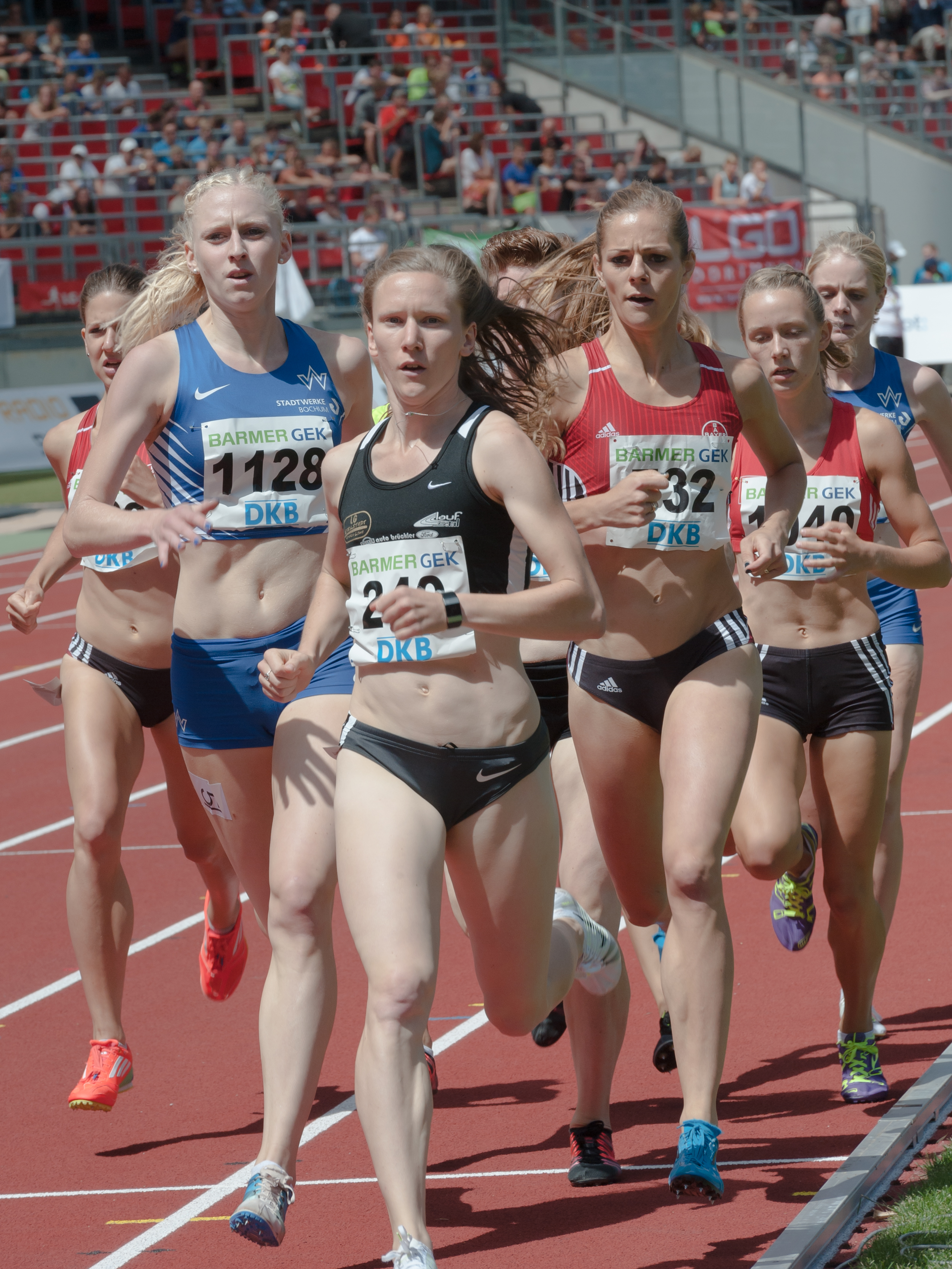
Fabienne Kohlmann (2015)

Die Leichtathletikgemeinschaft kann seit ihrer Gründung auf große Erfolge zurückblicken. So ist die LG Karlstadt-Gambach-Lohr der einzige Verein in Unterfranken, der im Aktivenbereich Olympia-, Welt- und Europameisterschaftsteilnehmer stellen konnte.

In den 1990er Jahren war Zehnkämpfer Stefan Schmid (WM-Siebter 1997 und 2001) das Aushängeschild der LG Karlstadt. 
Die bisher erfolgreichste Athletin der Leichtathletikgemeinschaft ist Fabienne Kohlmann. Sie wurde mit der deutschen 4-mal-400-Meter-Staffel Titelträgerin bei den Leichtathletik-Europameisterschaften 2010 in Barcelona, war Gewinnerin der Bronzemedaille im 800-Meter-Lauf bei der Sommer-Universiade 2015 in Gwangju, sowie im Jahr 2007 Junioren-Europameisterin im 400-Meter-Hürdenlauf.
Die Mehrkämpferin Ines Discherl konnte in den Jahren 2006 und 2011 jeweils den dritten Platz im Siebenkampf bei den Deutschen Meisterschaften erreichen.
Christian Rasp wurde 2010 deutscher Juniorenmeister im 100-Meter-Lauf und 200-Meter-Lauf. Er wechselte später als Anschieber zum Bobsport und wurde  2017 am Königssee zusammen mit Johannes Lochner zweifacher Weltmeister. Sein Trainingspartner Michael Fischer wurde 2008 deutscher Jugendvizemeister im 100-Meter-Lauf und war Teilnehmer bei den U20-Europameisterschaften in Novi Sad.